# Олойски хребет
Оло̀йският хребет (на руски: Олойский хребет) е планински хребет, в Североизточна Азия, в западната част на Чукотски автономен окръг на Русия. Простира се от запад на изток на протежение от 350 km, между реките Олой на юг и Олойкан на север (десни притоци на река Омолон, десен приток на Колима), левите горни притоци на река Голям Анюй на североизток и десните притоци на река Анадир на изток. Максимална височина 1816 m 66°01′26″ с. ш. 163°14′08″ и. д. / 66.023889° с. ш. 163.235556° и. д., разположена в централната му част. Изграден е от пясъчници, алевролити и андезитови туфи, пронизани от гранодиорити. От него водят началото си реките: Олойкан (десен приток на Омолон); Нембонда и Илгувеем (леви притоци на Олой); Пеженка, Бургагчан и Алучин (леви притоци на Голям Анюй); Яблан и Еропол (десни притоци на Анадир). Склоновете му са покрити с кедров клек и планинска тундрова растителност, а по долините на реките – редки лиственични гори.

## Национален атлас на Русия
- Чукотка[2]